# Foobar2000
foobar2000 ([fu:ba:r], odvozeno z názvů proměnných "foo" a "bar" používaných v programování) je hudební přehrávač vyvíjený Peterem Pawlowskim pro operační systém Microsoft Windows, od roku 2018 dostupný také pro operační systém macOS. Je mimo jiné znám díky svému vysoce přizpůsobitelnému rozhraní. Má mnoho funkcí pro lepší podporu metadat a vysoce kvalitní zvukový výstup. Obsahuje řadu komponent jak oficiálních, tak i komponenty třetích stran, které přidávají další funkce. Přestože jádro je šířeno pod proprietární licencí, autor nabízí SDK pod BSD licencí. Od verze 0.9.5 foobar2000 podporuje pouze Windows XP a vyšší. Jediným podporovaným jazykem je angličtina.

## Vlastnosti
- Nativní podpora formátů: MP1, MP2, MP3, MP4, MPC, AAC, Ogg Vorbis, FLAC/Ogg FLAC, WavPack, WAV, AIFF, AU, SND, CDDA, WMA, Matroska (od v0.9.6 beta 1)
- Plně podporuje Unicode
- Přizpůsobitelné uživatelské rozhraní
- Pokročilá podpora ID3 tagů
- Podpora pro grabovaní Audio CD, stejně jako převod všech podporovaných audio formátů pomocí komponenty Converter
- Podpora ReplayGain - automatické nastavení hlasitosti přehrávání, výpočty hlasitosti
- Programovatelné klávesové zkratky
- Otevřená podpora tvorby komponent, které umožňují rozšířit schopnosti přehrávače

## Komponenty
Standardní instalace foobar2000 obsahuje komponenty, které umožňují základní operace s hudebními soubory (přehrávání podporovaných formátů, konverze souborů, srovnání hlasitosti aj.). Funkce přehrávače lze dále rozšiřovat instalací dostupných komponent. Mezi ně patří například možnost přehrávání dalších zvukových formátů. Oficiální komponenty byly vytvořené autorem foobar2000 Peterem Pawlowskim, ale na oficiálním webu jsou ke stažení také komponenty třetích stran.

### Příklady rozšiřujících komponent[1]
- ABX Comparator – provádí dvojitě slepý poslechový test sloužící k porovnání dvou nahrávek
- Audio CD Writer – umožňuje vypalování zvukových kompaktních disků ze všech podporovaných formátů

- Binary Comparator – porovnává binární strukturu dvou nebo více zvukových souborů a zobrazuje rozdíly mezi nimi
- Decoding Speed Test – měří rychlost dekódování zvukových souborů
- Monkey’s Audio Decoder – umožňuje přehrávání Monkey’s Audio souborů (.ape a .apl)
- Tag Sanitizer – odstraňuje nadbytečné nebo nechtěné tagy hudebních souborů

## foobar2000 mobile
V roce 2014 byla spuštěna crowdfundingová kampaň na platformě Kickstarter s cílem vytvořit hudební přehrávač foobar2000 pro mobilní zařízení. Tato kampaň byla z důvodu nízké popularity odstraněna a projekt bylo možné podpořit na oficiálních stránkách http://mobile.foobar2000.com/ Archivováno 6. 5. 2016 na Wayback Machine.. Mobilní verze foobar2000 je dostupná zdarma od května 2016 pro systémy iOS, Android a Windows 10 Mobile. Stejně jako u počítačové verze je jediným podporovaným jazykem angličtina.

### Vlastnosti[3][4][5]
- Podpora audio formátů: MP3, MP4, AAC, Vorbis, Opus, FLAC, WavPack, WAV, AIFF, Musepack
- Přehrávaní bez mezer
- Podpora ReplayGain – automatické nastavení hlasitosti přehrávání

- Podpora přehrávání a stahování hudby z UPnP serverů
- Přizpůsobitelný vzhled aplikace

## Další práce autora
Peter Pawlowski dále vytvořil hudební přehrávač Boom pro operační systém Windows, který má být jednodušeji ovladatelný než foobar2000. Je určen především pro uživatele, kteří nevyžadují pokročilé funkce. Mezi další práce Petera Pawlowského patří IRC klient Monochrome a FTP server PPFTPD určený pro manipulaci se soubory (dostupný pro Windows a Android).